# The Night of the Rabbit
The Night of the Rabbit is een point-and-click-avonturenspel van Daedalic Entertainment uitgebracht op 29 mei 2013. Het spel werd bedacht door Matt en Sebastian Kempke.

## Synopsis
De twaalfjarige Jerry Hazelnutt vindt op de voorlaatste dag van de zomervakantie een magische formule om een "wortelvlam" te toveren. Tot zijn verbazing zorgt de wortelvlam ervoor dat een reiskoffer uit het niets opduikt met daarin onder andere een toverstok, een magische hoed en een groot, sprekend, rechtoplopend albino-konijn. Het konijn stelt zich voor als Marquis de Hoto. Hij verklaart dat de wereld bestaat uit meerdere dimensies. De wortels van heel oude bomen gaan zo diep de grond in dat ze daar contact maken met de wortels van andere bomen inclusief deze uit andere simultane dimensies. Marquis de Hoto is een "bomenloper" en kent de magische stappen om via zulke bomen van de ene naar de andere dimensie te reizen. Verder heeft elke dimensie nog heel wat onzichtbare magie dewelke men met behulp van een speciaal uitgehold muntstuk kan zien.
Marquis de Hoto weet dat Jerry al sinds zeer vroege leeftijd droomt om ooit magiër te worden. Daarom wil hij Jerry als tovenaar-leerling opnemen. Daarvoor moet Jerry wel een opleiding volgen die zeer lang duurt, doch Jerry zal uiteindelijk voor het middageten terug thuis zijn. Jerry gaat akkoord en reist met Marquis de Hoto mee naar een mooi sprookjesachtig parallel universum. Ze belanden in het stadje Mousetown dat wordt bewoond door muizen en mollen. Echter ontdekt Jerry dat deze wereld in de ban is van de boze magiër Zaroff. Zaroff verovert vanuit zijn dimensie de andere een voor een. Hierdoor zal Jerry's thuisdimensie vroeg of laat ook worden aangevallen door Zaroff. Daarom moet Jerry naast het leren van zijn toverspreuken ook een manier vinden om de invasies van Zaroff te stoppen.

## Spelbesturing
The Night of the Rabbit volgt grotendeels het principe van een klassiek pseudo-3D point-and-click-avonturenspel. 
De speler bestuurt Jerry Hazelnutt met de computermuis doorheen verschillende locaties. Daarbij moet hij conversaties aangaan met andere personages en een inventaris maken van allerhande voorwerpen die her en der worden gevonden. Deze voorwerpen moet men al dan niet combineren tot een nieuw voorwerp en gebruiken om raadsels op te lossen. Verder is Jerry in bezit van een speciaal muntstuk waardoor hij in een bepaalde dimensie de verborgen/onzichtbare magie kan zien. Hiervoor dient de speler de spatietoets of de middelste computermuisknop in te drukken.